# Alcohol 120%
Alcohol 120%是Alcohol Soft的軟件產品之一，集合光碟燒錄及模擬映像檔功能，可燒錄CD/DVD及虛擬多台光碟機，支援ISO等多種光碟映像格式。

## 簡介
這套軟件可用作光碟資料備份，透過複製或製作映像檔方式進行。它可同一時間燒錄多片光碟，能突破一些防拷保護技術，支援MDS、CCD、BIN/CUE、ISO、CDI、BWT、BWI、BWS、BWA、等映像檔，同時也能輕易複製PlayStation及PS2遊戲光碟，但某些光碟的防拷技術則需特定有支援該技術的燒錄器，方能燒錄。由於受法律限制，Alcohol不支援備份受版權保護的DVD電影光碟。
Alcohol也不支援製作自訂映像檔功能，製作映像檔的來源需要光碟進行。此外由於其功能可用作侵權，一些軟件商已把Alcohol列入黑名單，使用此等軟體需先把Alcohol移除，但一些軟件已給第三者破解，例如在Windows可透過修改登錄檔進行。
另有一套名為「Alcohol 52%」的軟件，僅提供虛擬光碟功能，可把光碟的映像檔複製備份，及支援最多31個虛擬光碟機。受法律所限，該軟件不支援使用內容擾亂系統（CSS, Content Scramble System）保護的DVD光碟。免費版Alcohol 52%內含廣告軟體 Smart File Advisor。

## 免費版
Alcohol 120％ 免費版僅可使用最多 2個虛擬光碟，且同時只能寫入 1個實體光碟，且沒有複製保護模擬選項。

## 外部連結
- （英文）Alcohol Soft官網（页面存档备份，存于）
- （英文）Alcohol 120％ 免費版（页面存档备份，存于）
- （英文）Alcohol 120％ 便攜版（页面存档备份，存于）